# Râul Varnița, Șimon
Râul Varnița este un curs de apă, afluent al râului Șimon. 